# Ка-Дарио
Ка-Дарио (итал. Ca' Dario), или Палаццо Дарио (Palazzo Dario) — дворец в Венеции, в районе Дорсодуро. Одной стороной выходит на Гранд-канал, другой — на площадь Барбаро. Рядом расположен Палаццо Барбаро Волкофф, напротив — пристань Санта-Мария де Гильо. Дворец построен в 1487 году, представляет собой образец архитектуры Ренессанса. Выделяется мозаичный фасад из цветного мрамора.  

## История
Дворец был построен в 1487 году последователем Пьетро Ломбардо для знатного горожанина Джиованни Дарио (Giovanni Dario), секретаря венецианского Сената, торговца и дипломата. После смерти Дарио в 1494 году, владельцем дворца стала его дочь Мариетта (Marietta), которая вышла замуж за Винченцо Барбаро, владельца расположенного неподалёку Палаццо Барбаро. После этого дворец перешёл к детям Мариетты в 1522 году. Некоторое время перед этим Сенат арендовал дворец для турецких дипломатов.
Среди владельцев особняка был французский поэт Анри де Ренье, который жил здесь в конце XIX века. Также дворец знаменит тем, что здесь проходило одно из бракосочетаний известного кинорежиссёра Вуди Аллена.

## В культуре
Дворец имеет дурную славу проклятого дома. Владельцы особняка не раз подвергались насилию, становились банкротами или самоубийцами. Последняя смерть произошла в 1993 году, когда застрелился один из богатейших итальянских промышленников после разразившегося коррупционного скандала, Рауль Гардини, который в то время был владельцем особняка, но застрелился он во дворце Belgioioso в Милане.
В 2005 году немецкая писательница Петра Рески выпустила книгу-бестселлер «Палаццо Дарио» («Palazzo Dario») с иронично-детективным сюжетом.

## Галерея

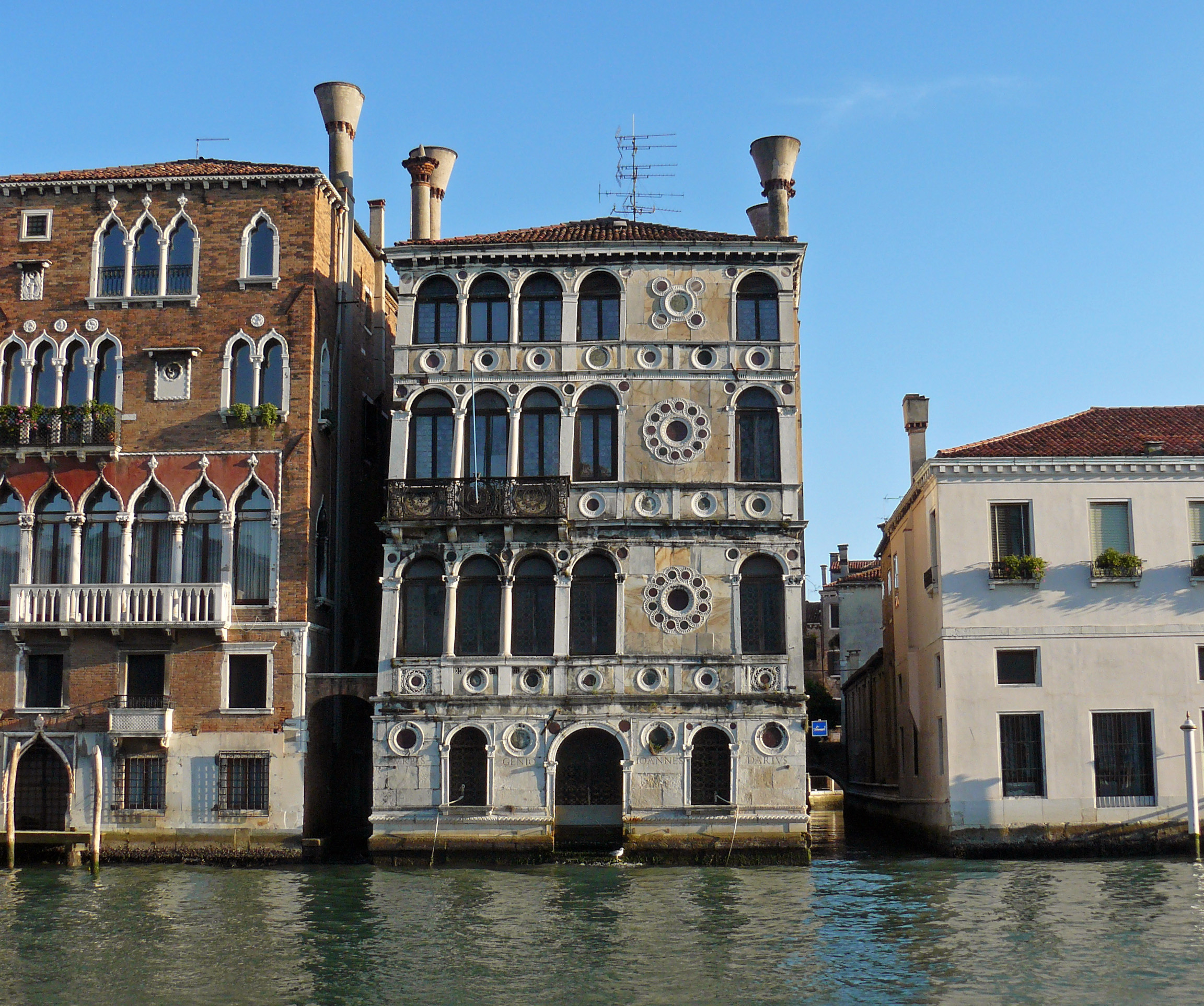
Вид со стороны канала: Ка-Дарио (в центре), Палаццо Барбаро Волкофф (слева)
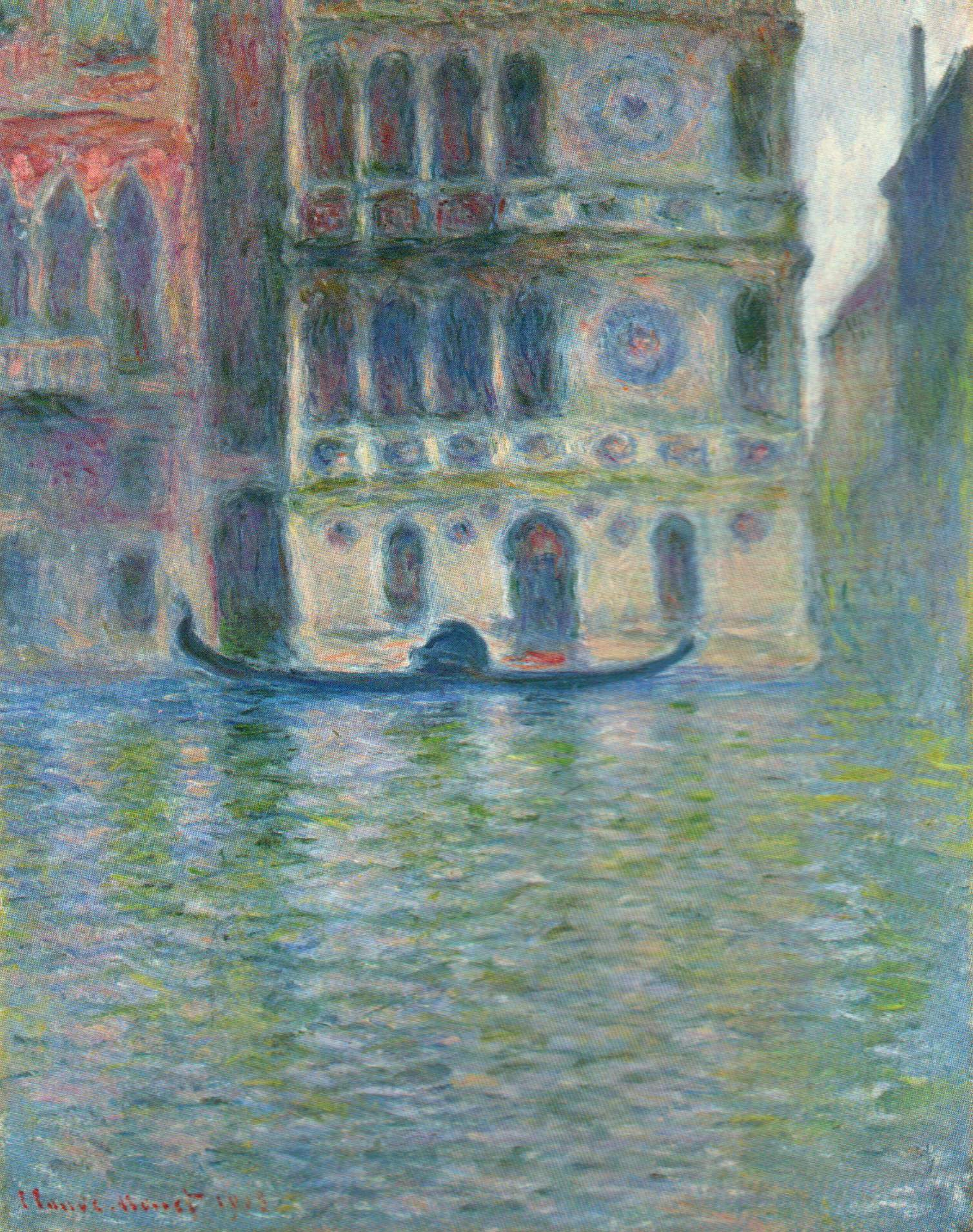
Картина Клода Моне (1908)
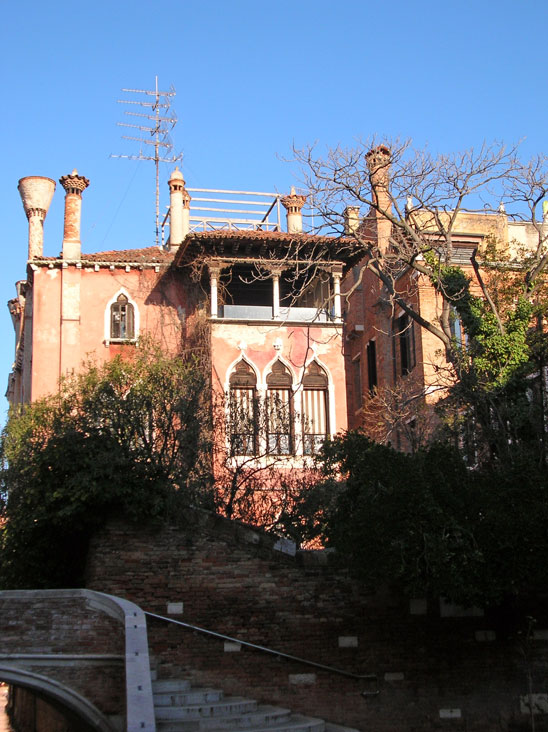
Ка-Дарио, вид сзади
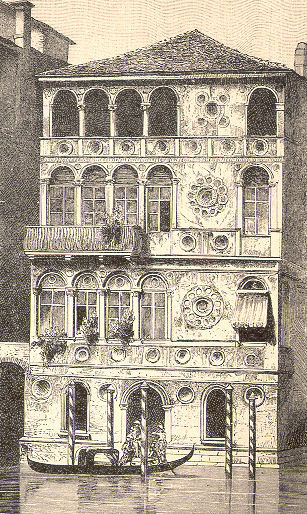
Ка-Дарио, 1891